# Отовци
Отовци (словен. Otovci, мађ. Ottóháza) су насељено место у општини Пуцонци, Помурска регија, Словенија.

## Историја
До територијалне реорганизације у Словенији били су у саставу старе општине Мурска Собота.

## Становништво
У попису становништва из 2011. године, Отовци су имали 218 становника.
| Број становника према пописима | Број становника према пописима | Број становника према пописима |
| ------------------------------ | ------------------------------ | ------------------------------ |
| 1991                           | 2002                           | 2011                           |
| 297                            | 255                            | 218                            |

## Галерија
- звоник
- сеоски пејзаж